# ألماإباون (أولاد حساين)
ألماإباون هو دُوَّار يقع بجماعة بني عمارت، إقليم الحسيمة، جهة طنجة تطوان الحسيمة في المملكة المغربية. ينتمي الدوّار لمشيخة أولاد حساين التي تضم 6 دواوير. يقدر عدد سكانه بـ 386 نسمة حسب الإحصاء الرسمي للسكان والسكنى لسنة 2004.

## روابط خارجية
- البوابة الوطنية للجماعات الترابية
- المندوبية السامية للتخطيط